# Boiga multifasciata
Boiga multifasciata este o specie de șerpi din genul Boiga, familia Colubridae, descrisă de Blyth 1861. Conform Catalogue of Life specia Boiga multifasciata nu are subspecii cunoscute.